# Megyei tanács
A megyei tanács egy választott adminisztratív testület, ami a megyének nevezett közigazgatási egységeket igazgatja egyes országokban. Különböző országokban ez a kifejezés különböző jelentéstartalmakkal bírhat.

## Egyesült Királyság
Az Egyesült Királyságban a 19. század végén hoztak létre megyei tanácsokat. A királyság különböző államaiban (Anglia, Skócia, Wales, Írország) a tanácsok különböző jogkörrel és tagsággal működtek. Az 1970-es évekbeli kormányzati reform következtében a megyei tanácsokat felszámolták Skóciában és Észak-Írországban. Angliában ezek gyakorolják egy kétszintű közigazgatás felső szintjének hatalmát, Walesben pedig a közigazgatás egyedüli szintjét képviselik.

### Anglia
Angliában 1889-ben vezették be a megyei tanácsok rendszerét, majd 1974-ben megreformálták azt. Az 1990-es évek közepe óta számos helyi önkormányzat újjászervezésével számos régióban megszűnt a megyei tanácsok befolyása, mint egyedüli igazgatási szerv. A megyei tanácsok nagyszámú alkalmazottat foglalkoztatnak számos közszolgáltatás ellátásában. Ilyen például az oktatás, a szociális szolgáltatások, az autópályák fenntartása, a tűzoltóság, a mentőszolgálat, könyvtárak fenntartása, a hulladékkezelés, a fogyasztói szolgáltatások és a területrendezés. Az 1990-es évek óta felsőoktatási intézményeket is fenntartanak. Ebben az évtizedben azonban számos tradicionálisan megyei szolgáltatást privatizáltak, úgy mint az autópálya-karbantartást és a köz- és iskolai étkeztetést.

#### Történetük
A megyéket az 1888. évi helyi kormányzati törvény hozta létre, nagyrészt a nem választott negyedéves tanácsoktól átcsoportosítva a jogköröket. Ezek a tanácsok közvetlenül a választók által megválasztott tagokból és a tanács által sorai közé választott városatyákból álltak. Egy városatya jutott minden három választott tanácstagra. (A London megyei tanácsban minden hat választott tanácstagra egy.) Az első megyei tanácsi választásokat 1889 januárjának különböző időpontjaiban tartották meg, amelyek provizórikus, vagy "árnyék tanácsokként" működtek április 1-ig, amikor teljes jogkörük birtokába kerültek. Ettől kezdve minden három évben sor került az összes tanácstag és a városatyák felének megválasztására. A közigazgatási egységeket, amelyek felett ezek a tanácsok hatalommal rendelkeztek adminisztratív megyéknek nevezték. A megyei tanácsok felállításáról szóló rendelkezés, azonban nem terjedt ki minden területre. A nagyvárosokat és néhány történelmi társasági megyét ún. megyei boroughkba szerveztek. A megyei boroughk tanácsai függetlenek voltak azoknak a megyéknek a tanácsaitól, amelyekhez földrajzilag egyébként tartozniuk kellett volna és ellátták mind a megyei, mind a kerületi tanács hatáskörét. Az új rendszer jelentős korszerűsítést képviselt, amely összhangban volt a késő viktoriánus kori Anglia helyi kormányzatainak növekvő feladatkörével. Hatalmuk legnagyobb bővülésére akkor került sor, amikor 1902-ben az oktatás is a tanácsok hatáskörébe került. A megyei tanácsok voltak a felelősek több stratégiai fontosságú szolgáltatásért a saját régiójukban, miközben (1894-től) a kisebb városi és vidéki tanácsok a kisebb jelentőségű ügyekért. Az 1929. évi helyi kormányzati törvény jelentősen növelte a megyei tanácsok jogkörét, nekik juttatva a vidéki autópályák fenntartásának hatáskörét is.
1965-ben csökkentették a megyei tanácsok számát. Az 1963. évi londoni kormányzati törvény megszüntette a külön londoni és middlesexi megyei tanácsot és létrehozta helyettük a Nagy-London-i tanácsot. Nagy-Londont régióvá nyilvánították, ami nem tartozik egy megyéhez sem. Emellett két-két adminisztratív megyét vontak össze, ezzel létrehozva Cambridgeshire és Ely-szigetet, illetve Huntington és Peterborough-t az Angliai Helyi Kormányzati Bizottság javaslatára. Az 1972. évi helyi kormányzati törvény teljes mértékben újjászervezte a helyi közigazgatást Angliában és Walesben. Teljes mértékben felszámolták a megyei borough-kat és egész Angliát (Nagy-London kivételével) kétszintű közigazgatásba szervezték megyei és regionális tanácsokkal. A hat legnagyobb agglomerációban nagyvárosi megyei tanácsokat hoztak létre nagyobb hatáskörrel. A városatyák posztját eltörölték és innentől a tanács minden tagját választották négy évenként. 1986-ban megszüntették a hat nagyvárosi megyei tanácsot nagyvárosi borough-kba szervezve hatáskörüket. Az 1992. évi helyi kormányzati törvény létrehozott egy új Helyi Kormányzati Bizottságot, amelynek feladata az volt, hogy vizsgálja felül a közigazgatási rendszert és vezessen be egyszintű közigazgatást, ahol az szükséges. Ennek megfelelően csökkent a megyei tanácsok száma: Megszüntették Avon megyét, Berkshire-t, Cleveland megyét, Hereford és Worcestert, illetve Humberside-ot, miközben létrejött Worcestershire megyei tanácsa. A reform némileg elhomályosította a különbséget a megyei és a kerületi tanácsok között. A Wight-szigeti megyei tanács egyszintű közigazgatási egységgé vált "Wight-szigeti tanács" néven. Ezzel ellentétben két egyszintű közigazgatási egység vált megyévé, ezzel létrehozva Rutland és Herefordshire megyéket.

#### 2009-es reform
A helyi kormányzati reform következő hullámára 2009 áprilisában került sor a 2007. évi helyi kormányzati és egészségügyi állami szerepvállalási törvény eredményeként. A központi kormányzat felkérésére 2007-ben számos megyei tanács és a hozzájuk tartozó kerületek megvizsgálták, hogyan lehetne racionalizálni a közigazgatást, természetszerűleg a korábbi megyei és kerületi tanácsi rendszer felszámolásával és egyszintű közigazgatás létrehozásával. Ennek következtében számos (főleg vidéki) megye státusza megváltozott. Cornwall, Durham, Northumberland, Shropshire és Wiltshire egyszintű közigazgatási egységek lettek, minden szolgáltatás birtokában. Egyesek elhagyták a megye megnevezést is. Bedfordshire és Cheshire megyei tanácsát eltörölték és több egyszintű közigazgatási egységet hoztak létre. Más megyei tanácsok változatlanul fennmaradtak, elsősorban az olyan sűrűn lakott régiókban, mint Délkelet-Anglia.

### Wales
1996 óta Wales területe egyszintű önkormányzati egységekre van osztva. A megyei tanácsokat az 1994. évi helyi kormányzati törvény hozta létre és egyéni jogkörrel ruházta fel.

#### Történetük
Az 1996-os átszervezés előtt a walesi rendszer hasonló volt az angliaihoz. Itt is az 1889-ben létrehozott, angliai társaikhoz hasonló megyék működtek. A Walesi Helyi Kormányzati Bizottságot az 1958. évi helyi kormányzati törvény állította fel azzal a feladattal, hogy Wales és Monmouthshire megyéinek számát csökkentse tizenháromról hétre, de a reform 1974-ig nem lépett életbe.
1974. április 1-én a megyék és a megyei tanácsok számát nyolcra csökkentették. Az Angliában is ezzel egy időben bevezetett gyakorlathoz hasonlóan, innentől kezdve Walesben is minden megyei tanácstag választott volt. Azonban a megyei és a körzeti tanácsok között voltak jogköri különbségek. A megyei és a kerületi tanácsokat huszonkét évvel később törölték el, amikor létrehozták a jelenlegi szisztémát.

### Skócia
Skóciában a megyei tanácsok 1890-től 1975-ig álltak fenn. Az 1889. évi helyi kormányzati törvény állította fel őket, majd az 1929. évi helyi kormányzati törvény újjászervezte. A megyei tanácsokat 1975-ben törölték el, amikor bevezették a nagyrégiók rendszerét. 1996-ban aztán a régiókat is felszámolták és felállították a máig létező egyszintű tanácsi régiókat.

#### Történetük
Skóciában a megyei adminisztráció az ellátási biztosok kezében volt. Ez a legnagyobb földbírtokosok nem választott testülete volt, aminek hatáskörébe tartozott például a földadó beszedése. Az első skóciai megyei tanácsi választásokat 1890 februárjában tartották. Azonban még ekkor is csak a tanácstagok egy része volt választott. A többi tanácstagot a városi tanácsok együttműködve adták. A skót megyék eltértek az angliaiaktól és a walesiektől abban, hogy kerületekre osztották őket. A megyei tanács kerületi albizottságát a megfelelő területen választották meg bizonyos adminisztratív célokra.
1930-ban a skót megyei tanácsok rendszerét teljes mértékben újjászervezték. Jogaikat úgynevezett kis burghoknak adták át. Ettől függetlenül pedig létrejött a nagy burghok rendszere is. Az 1890-ben létrehozott kerületi albizottságokat kerületi tanácsok váltották fel, amelyek egy részét megyei tanácstagok, egy részét pedig közvetlenül választott kerületi tanácstagok adták. Két összevont megyei tanács jött létre Perthshire és Kinross-shire, illetve Moray és Nairnshire igazgatására. A megyei tanácsok elveszítették jogaikat az oktatási rendszerben is.

### Írország (1899–1922)
Az 1898. évi helyi kormányzati törvény létrehozta a megyei tanácsok rendszerét Írországban. Az adminisztratív és financiális ügyeket a megyei nagy esküdtszékek intézték, a nagyobb súlyú megyei ügyek azonban az új tanácsokhoz kerültek. Ide tartozott a főutak, hidak és elmegyógyintézetek fenntartása, valamint a halottkémek kinevezése. Ezen kívül az új tanácsok a gyám- és egészségügyben is kaptak bizonyos jogköröket.
A megyei tanácsok alapokmányi különböztek a nagy-britanniaiakétól. A legtöbb tanácsot közvetlenül választották. Az Írországi Helyi Kormányzati Bizottság minden megyét kerületi választási körzetekre osztott, amelyek mindegyike egy tanácstagot választhatott hároméves időtartamra. Emellett a városi területek is kaptak választási kerületeket. Emellett a megyei tanácsoknak voltak egyéb tagjai is:
- Minden rurális kerület tanácsának elnöke hivatalából fakadóan a tanács tagja lett. Ahol az elnököt választották meg tanácstagnak, vagy valamilyen okból nem láthatta el ez irányú feladatát, akkor a kerületi tanácsnak kellett kineveznie más tagot.
- A tanács beválaszthatott a sorai közé két, vagy három extra tanácstagot hároméves időtartamra.

Az első megyei tanácsi választásokat 1889. április 6-án tartották, az első ülésen pedig megválasztották az extra tagokat. Az 1914-ben esedékes választásokat elhalasztották az első világháború kitörése miatt.
Az 1919. évi helyi kormányzati törvény bevezette az arányos képviseletet a megyei tanácsokban. Minden tanácstagot egyéni, transzformálható szavazat által kellett megválasztani, több tanácstagot delegáló régiókban. Végül csak egyetlen választást tartottak az új rendszerben, 1920 januárjában (a városi régiókban) és június 2-án (a rurális régiókban), az ír függetlenségi háború idején.

### Észak-Írország
Észak-Írországban a megyei tanácsok 1922 és 1973 között léteztek.
Hat adminisztratív régió maradt Írország kiválása után az Egyesült Királyságnál Észak-Írország részeként. A helyi kormányzatok az észak-írországi parlament hatásköre alá kerültek, amely gyorsan meghozta az 1922. évi helyi kormányzati törvényt, amely eltörölte a korábbi rendszert. Újrarajzolták a választókörzetek határait és felmérték a választók vagyoni helyzetét, ezzel biztosítva az unionisták többségét a megyei tanácsokban még a nacionalista többségű régiókban is. 1968-ban Fermanagh megyei tanácsa egyszintű közigazgatási egységként lett újjászervezve. A megyei tanácsokat az 1972. évi helyi kormányzati törvény törölte el, ami 1973-ban lépett életbe. Azóta az egyetlen helyi közigazgatási egységek a kerületi tanácsok.

## Ír Köztársaság
Az 1899-ben létrehozott brit rendszer tovább élt a független Írországban is, igazgatásukat azonban már a 2001. évi helyi kormányzati törvény alapján végzik.

### Történetük
Az Ír Szabadállam megörökölte az 1898-as és 1919-es rendelkezésekkel felállított rendszert és 1925 június 23-án meg is tartották a választásokat. Az első saját szabályozás az 1925. évi helyi kormányzati törvény volt. A törvény eltörölte a rurális kerületi tanácsokat (kivéve a Dublin megyeit) és jogkörüket a megyei tanácsoknak adta. A következő választásokkor minden megyei tanács létszámát megnövelték. Az extra tanácstagok száma kétszer annyi volt, mint amennyi az eltörölt rurális kerületekből jött volna. A törvény meghatározta a megyei tanácsok jogkörét és felhatalmazást adott a Környezet-, örökség- és helyi kormányzati ügyi miniszternek, hogy felfüggessze a tanácsokat, ha meg van győződve, hogy "a helyi hatóságok a feladataikat nem megfelelően és eredményesen látják el". Kiírhatott új választásokat, vagy átruházhatta a tanácsok jogkörét "bármilyen szervezetre, vagy személyre, akit megfelelőnek tart". Ezt a felhatalmazást minden párt minisztere széleskörűen kihasználta. Például Kerry megye tanácsát 1930 és 1932, illetve 1945 és 1948 között felfüggesztették és biztosokat neveztek ki a tanácsok átszervezésére.
A tanácsok száma huszonhétről huszonkilencre nőtt 1994-ben, amikor az 1993. évi dublini helyi kormányzati törvény Dublin megyét három részre osztotta Dun Laoghaire-Rathdownra, Fingalra és Dél-Dublinra.

## Egyesült Államok
Az Amerikai Egyesült Államokban a legtöbb államnak vannak megyéi helyi kormányzati hatalomként. Kilenc államban ezeket kerületi tanácsok igazgatják. Más államokban a megyék élén megyei elöljáró testület, megyei bizottság vagy egyéb szervezet, vagy személy áll.